# Sára Sándor-díj
A Sára Sándor-díj filmeseknek adományozható állami szakmai kitüntetés. Azok a 40 év alatti alkotók – rendezők, operatőrök, illetve forgatókönyvírók – kaphatják meg, akik műveikkel elsősorban a nemzeti összetartozás fontosságára irányítják rá a figyelmet; a nemzeti identitás erősödését elősegítő kiemelkedő teljesítményt mutatnak fel.

## A díj odaítélése
A művészeti díjat az emberi erőforrások minisztere alapította az 1/2020. (I. 6.) EMMI rendelettel, Sára Sándor életútja előtti tiszteletadásként. A díjat első alkalommal 2020. augusztus 20-án ítélték oda, 2021-től viszont március 15-én adják át. A kitüntető elismeréssel pénzjutalom, az adományozást igazoló díszoklevél és egy bronz plakett jár. A díjból évente legfeljebb kettő adományozható, március 15-e alkalmából. A pénzjutalom mértéke az illetményalap hússzorosának megfelelő összeg.
A díj adományozására javaslatot tevő bizottság tagjait a miniszter — az érintett szakmai szervezetek javaslatait mérlegelve - négy évre kéri fel.

## A plakett
Az emlékérem kerek alakú, bronzból készült, átmérője 80 mm, vastagsága 8 mm. A plakett Zsin Judit szobrászművész alkotása, első oldalán középen Sára Sándor domború arcképét ábrázolja, és azon SÁRA SÁNDOR-DÍJ félkörívű felirat található.

## Díjazottak
| Év   | Díjazott                                      | Megj. |
| ---- | --------------------------------------------- | ----- |
| 2020 | Csuja László filmrendező, forgatókönyvíró     | [ 3 ] |
| 2020 | Kovács István filmrendező                     | [ 3 ] |
| 2021 | Rév Marcell operatőr                          | [ 4 ] |
| 2021 | Csoma Sándor filmrendező                      | [ 4 ] |
| 2022 | Bántó Csaba Szabolcs filmoperatőr             | [ 5 ] |
| 2023 | Balázs István Balázs filmoperatőr             | [ 6 ] |
| 2023 | Papp Róbert szerkesztő-riporter, rendező      | [ 6 ] |
| 2024 | Hartung Dávid operatőr                        | [ 7 ] |
| 2024 | Püsök Botond filmrendező                      | [ 7 ] |
| 2025 | Krulik Marcell Benjámin fotós, operatőr       | [ 8 ] |
| 2025 | Szentgyörgyi Bálint rendező, forgatókönyvíró. | [ 8 ] |